# حروف متشابهة
الحروف المتشابهة هي الحروف التي تشترك في الصورة ويفرق بينها بالإعجام ونحو ذلك.

## أمثلة
| ب - ببب | ت - تتت | ث - ثثث | ن - ننن |
| ج - ججج | ح - ححح | خ - خخخ |         |
| ه - ههه | ھ - ھھھ | ہ - ہہہ | ة - ‍ة    |